# Цитата
Оформление цитат в Википедии описано на странице Википедия:Цитирование.
Цита́та (от лат. citare, citatum — провозглашать, приводить) — дословная выдержка из какого-либо текста чьей-либо речи; слова автора, приводимые для подкрепления авторитетом либо просто для иллюстрации собственной высказываемой мысли, или же для критики самой цитируемой мысли.

## Правовой статус

### Российская Федерация
Правовой статус цитаты в Российской Федерации был определён довольно давно. Ещё в Гражданском кодексе РСФСР 1964 года имелась статья 492, согласно которой:

Допускается без согласия автора и без уплаты авторского вознаграждения, но с обязательным указанием фамилии автора, произведение которого использовано, и источника заимствования:
<…>
2) воспроизведение в научных и критических работах, учебных и политико-просветительных изданиях отдельных изданных произведений науки, литературы и искусства и отрывков из них; при этом воспроизведение в виде цитат допускается в пределах, обусловленных целью издания, а воспроизведение в ином виде, в том числе в сборниках, допускается в объёме, не превышающем в общей сложности одного авторского листа из произведений одного автора;

В Законе № 5351-1 «Об авторском праве и смежных правах» 1993 года правовой статус цитаты определялся статьёй 19:

Допускается без согласия автора и без выплаты авторского вознаграждения, но с обязательным указанием имени автора, произведение которого используется, и источника заимствования:
1) цитирование в оригинале и в переводе в научных, исследовательских, полемических, критических и информационных целях из правомерно обнародованных произведений в объёме, оправданном целью цитирования, включая воспроизведение отрывков из газетных и журнальных статей в форме обзоров печати;

Во вступившей в силу 1 января 2008 года и действующей ныне части 4 ГК РФ правовой статус цитаты определён статьёй 1274, в которую этот абзац перенесён почти без изменений (исключена формулировка «исследовательские цели», по всей видимости, поскольку они почти полностью совпадают с научными):

1. Допускается без согласия автора или иного правообладателя и без выплаты вознаграждения, но с обязательным указанием имени автора, произведение которого используется, и источника заимствования:
1) цитирование в оригинале и в переводе в научных, полемических, критических или информационных целях правомерно обнародованных произведений в объёме, оправданном целью цитирования, включая воспроизведение отрывков из газетных и журнальных статей в форме обзоров печати;

Федеральным законом РФ от 12 марта 2014 г. № 35-ФЗ в данный пункт добавлены дополнительные цели цитирования — учебные и «раскрытия творческого замысла автора»:

1) цитирование в оригинале и в переводе в научных, полемических, критических, информационных, учебных целях, в целях раскрытия творческого замысла автора правомерно обнародованных произведений в объёме, оправданном целью цитирования, включая воспроизведение отрывков из газетных и журнальных статей в форме обзоров печати;

## «Ложная» цитата
Специфическое явление, когда цитата запоминается с ошибкой или искажением. Вариантов происхождения может быть несколько:
- Цитата приписывается злонамеренно или по ошибке.
- Цитата вырвана из контекста с искажением смысла.
- Цитата «через вторые руки»: тот, кому её приписывают, не был её автором, а сам кого-то цитировал. Например, фразу «Армия баранов во главе со львом одолеет армию львов во главе с бараном» впервые произнёс не Наполеон Бонапарт, а Ганнибал. Наполеон всего лишь являлся её сторонником и часто повторял.
- Цитата вымышленного персонажа, приписываемая лично его автору.
- Цитата перефразирована или сокращена в более меткую или короткую, но с сохранением исходного смысла: «Денег нет, но вы держитесь!» Д. А. Медведева в оригинале звучала так: «Её [индексации] нигде нет, мы вообще не принимали, просто денег нет сейчас. Найдём деньги, сделаем индексацию. Вы держитесь здесь, вам всего доброго, хорошего настроения и здоровья!»

При этом варианты могут встречаться и вместе: например, фраза из романа Евгений Онегин А. С. Пушкина «Чем меньше женщину мы любим, тем больше нравимся мы ей» в оригинале звучит как «Чем меньше женщину мы любим, тем легче нравимся мы ей», а в следующих строках поэт объясняет, что это было заблуждение молодого Онегина.